# Ladies Championship Gstaad 2016
Il Ladies Championship Gstaad 2016 è stato un torneo di tennis giocato sulla terra rossa. È stata la 24ª edizione del torneo (la prima dal 1994), che fa parte della categoria WTA International nell'ambito del WTA Tour 2016. Si è giocato a Gstaad, in Svizzera, dall'11 al 17 luglio 2016.

## Partecipanti

### Teste di serie
| Giocatrice  | Nazionalità      | Ranking* | Testa di serie |
| ----------- | ---------------- | -------- | -------------- |
| Svizzera    | Timea Bacsinszky | 11       | 1              |
| Serbia      | Jelena Janković  | 24       | 2              |
| Paesi Bassi | Kiki Bertens     | 28       | 3              |
| Francia     | Caroline Garcia  | 32       | 4              |
| Germania    | Annika Beck      | 43       | 5              |
| Svezia      | Johanna Larsson  | 54       | 6              |
| Germania    | Mona Barthel     | 68       | 7              |
| Germania    | Julia Görges     | 78       | 8              |

* Ranking al 27 giugno 2016.

### Altre partecipanti
Le seguenti giocatrici hanno ricevuto una Wild card:
- Jelena Janković
- Rebeka Masarova
- Patty Schnyder

Le seguenti giocatrici sono passate dalle qualificazioni:

- Claire Feuerstein
- Barbara Haas
- Ons Jabeur
- Mandy Minella
- Amra Sadiković
- Sara Sorribes Tormo

## Campionesse

### Singolare
Viktorija Golubic ha sconfitto in finale  Kiki Bertens con il punteggio di 4–6, 6–3, 6–4.
- È il primo titolo in carriera per Golubic.

### Doppio
Lara Arruabarrena /  Xenia Knoll hanno sconfitto in finale  Annika Beck /  Evgenija Rodina con il punteggio di 6–1, 3–6, [10–8].